# Liste der Amphibien Deutschlands

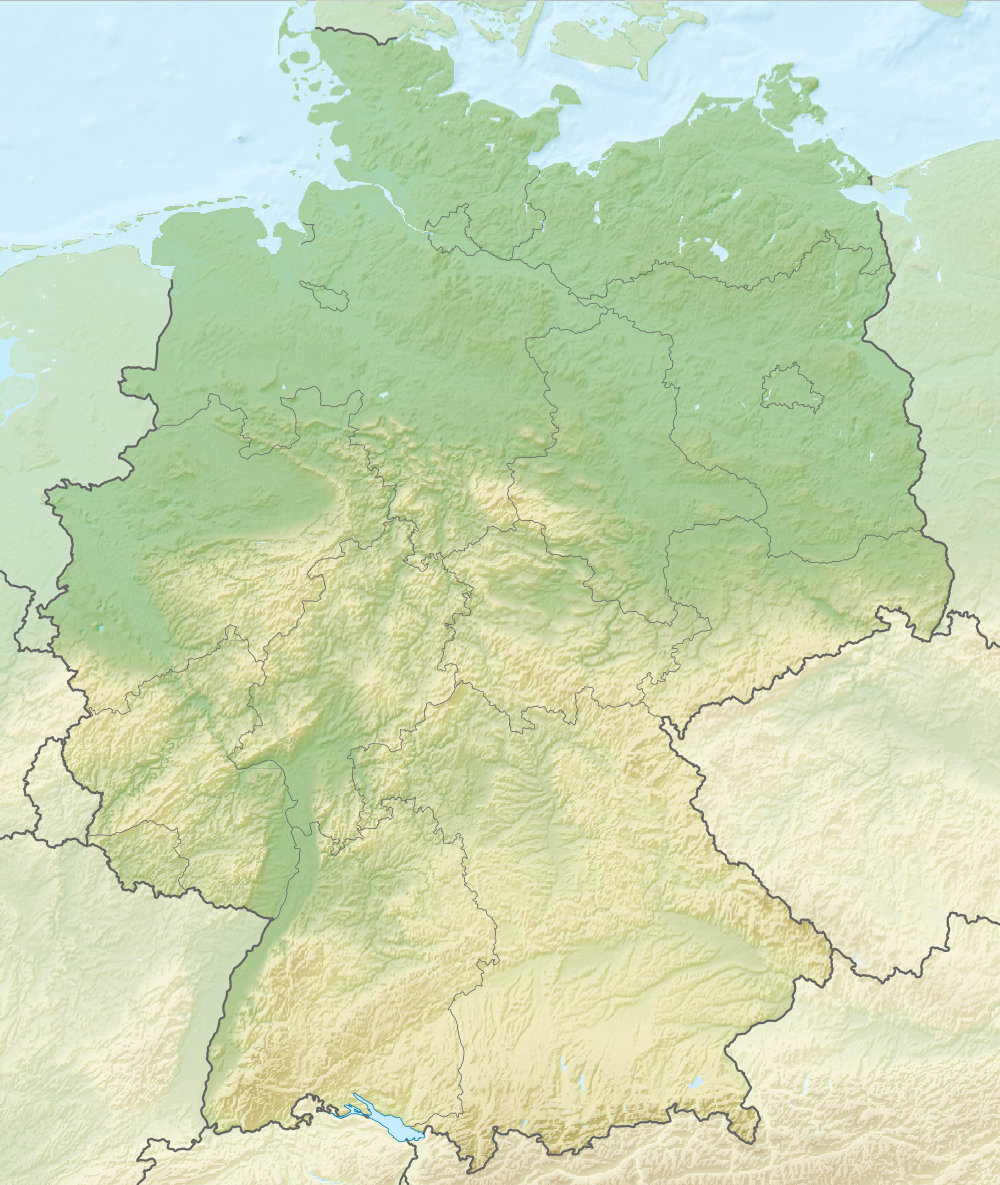
Topografische Karte Deutschlands

Lage Deutschlands in Europa

Diese kommentierte Liste führt die beobachtete, wildlebende Amphibienfauna in Deutschland auf.
Sie listet die Arten der Amphibien (Amphibia) Deutschlands auf, die rezent vorkommen oder in Deutschland als ausgestorben eingestuft wurden.

## Status der Roten Liste der IUCN
Von den genannten Arten sind 15 Arten nicht gefährdet und eine weitere Art wurde aufgrund ihrer unklaren taxonomischen Zuordnung bisher nicht eingestuft (nach den Kriterien der Roten Liste der IUCN auf globaler Ebene).
| (EX) | ausgestorben (engl. extinct)                          | es gibt auf der Welt kein lebendes Individuum mehr |
| (EW) | in der Natur ausgestorben (engl. extinct in the wild) | es gibt lediglich Individuen in Kultur, in Gefangenschaft oder in eingebürgerten Populationen außerhalb des natürlichen Verbreitungsgebietes                                                                                              |
| (CR) | vom Aussterben bedroht (engl. critically endangered)  | extrem hohes Risiko des Aussterbens in der Natur in unmittelbarer Zukunft |
| (EN) | stark gefährdet (engl. endangered)                    | sehr hohes Risiko des Aussterbens in der Natur in unmittelbarer Zukunft |
| (VU) | gefährdet (engl. vulnerable)                          | hohes Risiko des Aussterbens in der Natur in unmittelbarer Zukunft |
| (NT) | potenziell gefährdet (engl. near threatened)          | die Beurteilung führte nicht zur Einstufung in die Kategorien vom Aussterben bedroht, stark gefährdet oder gefährdet, die Schwellenwerte wurden jedoch nur knapp unterschritten oder werden wahrscheinlich in naher Zukunft überschritten |
| (LC) | nicht gefährdet (engl. least concern)                 | die Beurteilung führte nicht zur Einstufung in die Kategorien vom Aussterben bedroht, stark gefährdet, gefährdet oder potenziell gefährdet                                                                                                |
| (DD) | ungenügende Datengrundlage (engl. data deficient)     | die vorhandenen Informationen reichen nicht für eine Beurteilung des Aussterberisikos aus |
| (NE) | nicht beurteilt (engl. not evaluated)                 | die Art existiert, es wurde jedoch keine Beurteilung durchgeführt, zum Beispiel bei invasiven Arten |

## Status der Roten Liste Deutschlands (RL D)
In Deutschland ist die Amphibienfauna mit nur 15 Arten der Froschlurche und 7 Arten der Schwanzlurche im europäischen Schnitt sehr überschaubar vertreten.
Legende Spalte RL D:
- 0 = Ausgestorben oder verschollen
- 1 = Vom Aussterben bedroht
- 2 = Stark gefährdet
- 3 = Gefährdet
- G = Gefährdung unbekannten Ausmaßes
- R = Extrem selten
- V = Vorwarnliste
- D = Daten unzureichend
- nb = nicht bewertet
- * = Ungefährdet

## OrdnungSchwanzlurche(Caudata)

### Familie:Echte Salamander(Salamandridae)
| wissenschaftlicher Name und Autor          | deutscher Name       | Verbreitungsgebiet | IUCN-RL | RL D | Bild |
| ------------------------------------------ | -------------------- | ------------------ | ------- | ---- | ---- |
| Ichthyosaura alpestris (Laurenti, 1768)    | Bergmolch            | Verbreitungskarte  | (LC)    | *    |      |
| Lissotriton helveticus (Razoumowsky, 1789) | Fadenmolch           | Verbreitungskarte  | (LC)    | *    |      |
| Lissotriton vulgaris (Linnaeus, 1758)      | Teichmolch           | Verbreitungskarte  | (LC)    | *    |      |
| Salamandra atra Laurenti, 1768             | Alpensalamander      | Verbreitungskarte  | (LC)    | *    |      |
| Salamandra salamandra (Linnaeus, 1758)     | Feuersalamander      | Verbreitungskarte  | (LC)    | V    |      |
| Triturus cristatus (Laurenti, 1768)        | Nördlicher Kammmolch | Verbreitungskarte  | (LC)    | 3    |      |

## OrdnungFroschlurche(Anura)

### Familie:Alytidae
| wissenschaftlicher Name und Autor    | deutscher Name     | Verbreitungsgebiet | IUCN-RL | RL D | Bild |
| ------------------------------------ | ------------------ | ------------------ | ------- | ---- | ---- |
| Alytes obstetricans (Laurenti, 1768) | Geburtshelferkröte | Verbreitungskarte  | (LC)    | 2    |      |

### Familie:Bombinatoridae
| wissenschaftlicher Name und Autor  | deutscher Name | Verbreitungsgebiet | IUCN-RL | RL D | Bild |
| ---------------------------------- | -------------- | ------------------ | ------- | ---- | ---- |
| Bombina bombina (Linnaeus, 1761)   | Rotbauchunke   | Verbreitungskarte  | (LC)    | 2    |      |
| Bombina variegata (Linnaeus, 1758) | Gelbbauchunke  | Verbreitungskarte  | (LC)    | 2    |      |

### Familie:Bufonidae
| wissenschaftlicher Name und Autor  | deutscher Name | Verbreitungsgebiet | IUCN-RL | RL D | Bild |
| ---------------------------------- | -------------- | ------------------ | ------- | ---- | ---- |
| Bufo bufo (Linnaeus), 1758         | Erdkröte       | Verbreitungskarte  | (LC)    | *    |      |
| Bufotes viridis (Laurenti), 1768   | Wechselkröte   | Verbreitungskarte  | (LC)    | 2    |      |
| Epidalea calamita (Laurenti, 1768) | Kreuzkröte     | Verbreitungskarte  | (LC)    | 2    |      |

### Familie:Hylidae
| wissenschaftlicher Name und Autor | deutscher Name          | Verbreitungsgebiet | IUCN-RL | RL D | Bild |
| --------------------------------- | ----------------------- | ------------------ | ------- | ---- | ---- |
| Hyla arborea (Linnaeus, 1758)     | Europäischer Laubfrosch | Verbreitungskarte  | (LC)    | 3    |      |

### Familie:Pelobatidae
| wissenschaftlicher Name und Autor | deutscher Name | Verbreitungsgebiet | IUCN-RL | RL D | Bild |
| --------------------------------- | -------------- | ------------------ | ------- | ---- | ---- |
| Pelobates fuscus (Laurenti, 1768) | Knoblauchkröte | Verbreitungskarte  | (LC)    | 3    |      |

### Familie:Ranidae
| wissenschaftlicher Name und Autor        | deutscher Name              | Verbreitungsgebiet | IUCN-RL | RL D | Bild |
| ---------------------------------------- | --------------------------- | ------------------ | ------- | ---- | ---- |
| Lithobates catesbeianus (Shaw, 1802)     | Amerikanischer Ochsenfrosch | Verbreitungskarte  | (LC)    | nb   |      |
| Pelophylax „esculentus“ (Linnaeus, 1758) | Teichfrosch                 | Verbreitungskarte  | (NE)    | *    |      |
| Pelophylax lessonae (Camerano, 1882)     | Kleiner Wasserfrosch        | Verbreitungskarte  | (LC)    | G    |      |
| Pelophylax ridibundus (Pallas, 1771)     | Seefrosch                   | Verbreitungskarte  | (LC)    | D    |      |
| Rana arvalis Nilsson, 1842               | Moorfrosch                  | Verbreitungskarte  | (LC)    | 3    |      |
| Rana dalmatina Bonaparte, 1840           | Springfrosch                | Verbreitungskarte  | (LC)    | V    |      |
| Rana temporaria Linnaeus, 1758           | Grasfrosch                  | Verbreitungskarte  | (LC)    | V    |      |